# Phenom II
Phenom II è il nome di una famiglia di CPU realizzata da AMD e commercializzata a partire dal dicembre del 2008 e fino al 2012.

## Caratteristiche
Dopo il debutto della famiglia di processori Phenom core Agena e Toliman, caratterizzati da un processo produttivo a 65 nm, AMD a partire dal quarto trimestre del 2008, ha immesso sul mercato una nuova famiglia di processori: i Phenom II, che come dice il nome rappresentano l'evoluzione della architettura Phenom. Infatti questi processori erano prodotti sfruttando un processo produttivo a 45 nanometri che permette un abbattimento dei consumi e, con lo scopo di aumentare le prestazioni, contenevano una serie di miglioramenti, come il raggiungimento di frequenze più elevate, l'aumento del numero di istruzioni per clock e l'aumento della cache di terzo livello. Inizialmente questi processori erano distribuiti solo per la piattaforma AM2+, per poi passare alla AM3 acquistando la compatibilità con le memorie DDR3, ma mantenendo la compatibilità meccanica ed elettrica con il socket AM2+. Questo vuol dire che è possibile montare processori AM3 su schede madri AM2 e AM2+ a condizione di un aggiornamento del BIOS, ma non è possibile montare processori AM2 o AM2+ su schede madri AM3, in quanto non compatibili meccanicamente.
Questa famiglia si compone di diverse serie:
- Phenom II X6: processori esa core Thuban dotati di cache L3 e di sistema "C-state performance boost" che varia, in eccesso, la frequenza di alcuni core quando altri sono momentaneamente disattivi, per implementare questo è stato usato un nuovo step E0.
- Phenom II X4: processori quad core Deneb e Zosma dotati di cache L3
- Phenom II X3: processori triple core Heka e dotati di cache L3
- Phenom II X2: processori dual core Callisto e dotati di cache L3

Il Phenom II X6 è un esa core nativo; i Phenom II X3 e Phenom II X2 sono derivati dal Phenom II X4 con architettura Deneb, i Phenom II X4 con architettura Zosma sono esa-core con due core disabilitati.
I core disabilitati in alcuni casi possono essere riattivati tramite delle funzioni chiamate 'ACC (Advanced Core Calibration' e 'UCC (Unlock Cpu Core)' presenti nelle schede madri con southbridge AMD 710/750/850.

## Phenom II X6

### "Thuban" (45 nm, esa-core)
| Modello               | Socket | Frequenza | Turbo    | L1 cache    | L2 cache   | L3 cache | HT       | Molt. | TDP [W] | Step | Data di lancio |
| --------------------- | ------ | --------- | -------- | ----------- | ---------- | -------- | -------- | ----- | ------- | ---- | -------------- |
| Phenom II X6 1100T BE | AM3    | 3300 MHz  | 3700 MHz | 6 x 128 KiB | 6x 512 KiB | 6 MB     | 2000 MHz | 16,5x | 125     | E0   | dicembre 2010  |
| Phenom II X6 1090T BE | AM3    | 3200 MHz  | 3600 MHz | 6 x 128 KiB | 6x 512 KiB | 6 MB     | 2000 MHz | 16x   | 125     | E0   | 26 aprile 2010 |
| Phenom II X6 1075T BE | AM3    | 3000 MHz  | 3500 MHz | 6 x 128 KiB | 6x 512 KiB | 6 MB     | 2000 MHz | 15x   | 125     | E0   | Giugno 2010    |
| Phenom II X6 1075T    | AM3    | 3000 MHz  | 3500 MHz | 6 x 128 KiB | 6x 512 KiB | 6 MB     | 2000 MHz | 15x   | 125     | E0   | Q3 2010        |
| Phenom II X6 1065T    | AM3    | 2900 MHz  | 3400 MHz | 6 x 128 KiB | 6x 512 KiB | 6 MB     | 2000 MHz | 14.5x | 95      | E0   | 26 aprile 2010 |
| Phenom II X6 1055T    | AM3    | 2800 MHz  | 3300 MHz | 6 x 128 KiB | 6x 512 KiB | 6 MB     | 2000 MHz | 14x   | 95-125  | E0   | 26 aprile 2010 |
| Phenom II X6 1045T    | AM3    | 2700 MHz  | 3200 MHz | 6 x 128 KiB | 6x 512 KiB | 6 MB     | 2000 MHz | 13.5x | 95      | E0   | Settembre 2010 |
| Phenom II X6 1035T    | AM3    | 2600 MHz  | 3100 MHz | 6 x 128 KiB | 6x 512 KiB | 6 MB     | 2000 MHz | 13x   | 95      | E0   | Q3 2010        |

- BE(Black Edition) sta ad indicare la presenza del moltiplicatore sbloccato verso l'alto per facilitare le operazioni di overclocking

## Phenom II X4

### "Zosma" (45 nm, quad-core)
| Modello           | Socket | Frequenza | Turbo    | L1 cache    | L2 cache   | L3 cache | HT       | Molt. | TDP [W] | Step | Data di lancio |
| ----------------- | ------ | --------- | -------- | ----------- | ---------- | -------- | -------- | ----- | ------- | ---- | -------------- |
| Phenom II X4 960T | AM3    | 3000 MHz  | 3400 MHz | 4 x 128 KiB | 4x 512 KiB | 6 MB     | 2000 MHz | 15x   | 95      | E0   | Q3 2010        |

### "Deneb" (45 nm, quad core)
| Modello              | Socket   | Frequenza | L1 cache    | L2-Cache    | L3 cache | HT       | Molt. | Tensione               | TDP [W]   | Step | Data di lancio |
| -------------------- | -------- | --------- | ----------- | ----------- | -------- | -------- | ----- | ---------------------- | --------- | ---- | -------------- |
| Phenom II X4 980 BE  | AM3      | 3700 MHz  | 4 x 128 KiB | 4 x 512 KiB | 6 MB     | 2000 MHz | 18.5x | ***-***V               | 125       | C3   | Maggio 2011    |
| Phenom II X4 975 BE  | AM3      | 3600 MHz  | 4 x 128 KiB | 4 x 512 KiB | 6 MB     | 2000 MHz | 18x   | ***-***V               | 125       | C3   | Gennaio 2011   |
| Phenom II X4 970 BE  | AM3      | 3500 MHz  | 4 x 128 KiB | 4 x 512 KiB | 6 MB     | 2000 MHz | 17.5x | ***-***V               | 125       | C3   | Settembre 2010 |
| Phenom II X4 965s BE | AM3      | 3400 MHz  | 4 x 128 KiB | 4 x 512 KiB | 6 MB     | 2000 MHz | 17x   | ***-***V               | 125       | C3   | Ottobre 2009   |
| Phenom II X4 965 BE  | AM3      | 3400 MHz  | 4 x 128 KiB | 4 x 512 KiB | 6 MB     | 2000 MHz | 17x   | 0,825-1,4V             | 140       | C2   | Agosto 2009    |
| Phenom II X4 955 BE  | AM3      | 3200 MHz  | 4 x 128 KiB | 4 x 512 KiB | 6 MB     | 2000 MHz | 16x   | ***-***V               | 125       | C3   | Ottobre 2009   |
| Phenom II X4 955 BE  | AM3      | 3200 MHz  | 4 x 128 KiB | 4 x 512 KiB | 6 MB     | 2000 MHz | 16x   | ***-***V               | 125       | C2   | Aprile 2009    |
| Phenom II X4 945     | AM3      | 3000 MHz  | 4 x 128 KiB | 4 x 512 KiB | 6 MB     | 2000 MHz | 15x   | ***-***V               | 95        | C2   | Aprile 2009    |
| Phenom II X4 940 BE  | AM2+     | 3000 MHz  | 4 x 128 KiB | 4 x 512 KiB | 6 MB     | 2000 MHz | 15x   | ***-***V               | 125       | C2   | Gennaio 2009   |
| Phenom II X4 925     | AM3      | 2800 MHz  | 4 x 128 KiB | 4 x 512 KiB | 6 MB     | 2000 MHz | 14x   | ***-***V               | 95        | C2   | Febbraio 2009  |
| Phenom II X4 920     | AM2 AM2+ | 2800 MHz  | 4 x 128 KiB | 4 x 512 KiB | 6 MB     | 1800 MHz | 14x   | 1,225-1,425V 1,15-1,3V | 140,8 125 | C2   | Gennaio 2009   |
| Phenom II X4 910     | AM3      | 2600 MHz  | 4 x 128 KiB | 4 x 512 KiB | 6 MB     | 2000 MHz | 13x   | 1,225-1,425V           | 95        | C2   | Febbraio 2009  |
| Phenom II X4 905e    | AM3      | 2500 MHz  | 4 x 128 KiB | 4 x 512 KiB | 6 MB     | 2000 MHz | 13x   | ***-***V               | 65        | C2   | Aprile 2009    |
| Phenom II X4 900e    | AM3      | 2400 MHz  | 4 x 128 KiB | 4 x 512 KiB | 6 MB     | 2000 MHz | 13x   | ***-***V               | 65        | C2   | Aprile 2009    |
| Phenom II X4 810     | AM2+ AM3 | 2600 MHz  | 4 x 128 KiB | 4 x 512 KiB | 4 MB     | 2000 MHz | 13x   | 1,15-1,425V            | 95        | C2   | Febbraio 2009  |
| Phenom II X4 805     | AM3      | 2500 MHz  | 4 x 128 KiB | 4 x 512 KiB | 4 MB     | 2000 MHz | 12,5x | ***-***V               | 95        | C2   | Febbraio 2009  |

- BE(Black Edition) sta ad indicare la presenza del moltiplicatore sbloccato verso l'alto per facilitare le operazioni di overclocking.

## Phenom II X3

### "Heka" (45 nm, triple core)
| Modello             | Socket | Frequenza | L1 cache    | L2-Cache    | L3 cache | HT       | Molt. | Tensione     | TDP [W] | Step | Data di lancio |
| ------------------- | ------ | --------- | ----------- | ----------- | -------- | -------- | ----- | ------------ | ------- | ---- | -------------- |
| Phenom II X3 740 BE | AM3    | 3000 MHz  | 3 x 128 KiB | 3 x 512 KiB | 6 MB     | 2000 MHz | 15x   | 0,875-1,425V | 95      | C2   | Fine del 2009  |
| Phenom II X3 720 BE | AM3    | 2800 MHz  | 3 x 128 KiB | 3 x 512 KiB | 6 MB     | 2000 MHz | 14x   | 0,85-1,425V  | 95      | C2   | Febbraio 2009  |
| Phenom II X3 715    | AM3    | 2800 MHz  | 3 x 128 KiB | 3 x 512 KiB | 6 MB     | 2000 MHz | 14x   | 0,875-1,425V | 95      | C2   | 2009           |
| Phenom II X3 710    | AM3    | 2600 MHz  | 3 x 128 KiB | 3 x 512 KiB | 6 MB     | 2000 MHz | 13x   | 0,875-1,425V | 95      | C2   | Febbraio 2009  |
| Phenom II X3 705e   | AM3    | 2500 MHz  | 3 x 128 KiB | 3 x 512 KiB | 6 MB     | 2000 MHz | 12.5x | 0,825-1,25V  | 65      | C2   | Aprile 2009    |
| Phenom II X3 700e   | AM3    | 2400 MHz  | 3 x 128 KiB | 3 x 512 KiB | 6 MB     | 2000 MHz | 12x   | 0,825-1,25V  | 65      | C2   | Aprile 2009    |

- BE(Black Edition) sta ad indicare la presenza del moltiplicatore sbloccato verso l'alto per facilitare le operazioni di overclocking.

## Phenom II X2

### "Callisto" (45 nm, dual core)
| Modello             | Socket | Frequenza | L1 cache    | L2-Cache    | L3 cache | HT       | Molt. | Tensione   | TDP [W] | Step | Data di lancio |
| ------------------- | ------ | --------- | ----------- | ----------- | -------- | -------- | ----- | ---------- | ------- | ---- | -------------- |
| Phenom II X2 570 BE | AM3    | 3500 MHz  | 2 x 128 KiB | 2 x 512 KiB | 6 MB     | 2000 MHz | 17.5x | ***-***V   | 80      | C3   | Febbraio 2010  |
| Phenom II X2 565 BE | AM3    | 3400 MHz  | 2 x 128 KiB | 2 x 512 KiB | 6 MB     | 2000 MHz | 17x   | ***-***V   | 80      | C3   | Dicembre 2010  |
| Phenom II X2 560 BE | AM3    | 3300 MHz  | 2 x 128 KiB | 2 x 512 KiB | 6 MB     | 2000 MHz | 16.5x | ***-***V   | 80      | C3   | Settembre 2010 |
| Phenom II X2 555 BE | AM3    | 3200 MHz  | 2 x 128 KiB | 2 x 512 KiB | 6 MB     | 2000 MHz | 16x   | 0,875-1,4V | 80      | C3   | Gennaio 2010   |
| Phenom II X2 550 BE | AM3    | 3100 MHz  | 2 x 128 KiB | 2 x 512 KiB | 6 MB     | 2000 MHz | 15.5x | ***-***V   | 80      | C2   | Giugno 2009    |
| Phenom II X2 545    | AM3    | 3000 MHz  | 2 x 128 KiB | 2 x 512 KiB | 6 MB     | 2000 MHz | 15x   | ***-***V   | 80      | C2   | Giugno 2009    |

- BE(Black Edition) sta ad indicare la presenza del moltiplicatore sbloccato verso l'alto per facilitare le operazioni di overclocking.